# (24526) Desai
Pour les articles homonymes, voir Desai.
(24526) Desai est un astéroïde de la ceinture principale.

## Description
(24526) Desai est un astéroïde de la ceinture principale. Il fut découvert le 1er février 2001 à Socorro (Nouveau-Mexique) par le projet LINEAR. Il présente une orbite caractérisée par un demi-grand axe de 2,80 UA, une excentricité de 0,05 et une inclinaison de 7,9° par rapport à l'écliptique.

## Compléments